# Cantón Alausí
Cantón Alausí är en kanton i Ecuador.   Den ligger i provinsen Chimborazo, i den centrala delen av landet, 220 km söder om huvudstaden Quito. Antalet invånare är 42 823. Arean är 1 644 kvadratkilometer.
Terrängen i Cantón Alausí är mycket bergig.